# Jermaine Bucknor
Jermaine Bucknor (ur. 1 listopada 1983 roku w Edmonton) – kanadyjski koszykarz grający na pozycji niskiego skrzydłowego. Obecnie występuje we francuskim zespole Le Portel. 25-krotny reprezentant Kanady.

## Przebieg kariery
- 2001–2006 – Richmond (NCAA)
- 2006 – Limoges II liga (FRA)
- 2006/07- Polpak Świecie (PLK)
- ? – Le Portel[1]